# Pauh Timur
Pauh Timur is een bestuurslaag in het regentschap Pariaman van de provincie West-Sumatra, Indonesië. Pauh Timur telt 1375 inwoners (volkstelling 2010).